# Os marí subantàrtic
L'os marí subantàrtic (Arctocephalus tropicalis) és una espècie d'os marí. El seu nom específic tropicalis és a causa del fet que l'exemplar descrit per Gray hauria estat trobat a la costa septentrional d'Austràlia. Tanmateix, es creu que això és un error, car des d'aleshores mai no s'ha observat un exemplar d'aquesta espècie en aquesta regió.